# Сибирская леди Макбет
«Сибирская леди Макбет» (пол. Powiatowa lady Makbet; серб. Sibirska Ledi Magbet) — фильм польского режиссёра Анджея Вайды по мотивам повести Николая Лескова «Леди Макбет Мценского уезда», снятый в Югославии.
Анджей Вайда вдохновлялся не только повестью Лескова, но и оперой Дмитрия Шостаковича с её печальной судьбой.
Оператор фильма Александр Секулович и исполнительница роли Катерины Измайловой Оливера Маркович получили призы на национальном фестивале югославского кино в Пуле (1962).

## Сюжет
Главная героиня — молодая купчиха Катерина Львовна Измайлова. Её муж постоянно в работе, в отлучках. Ей скучно и одиноко в четырёх стенах большого богатого дома. Супруг бесплоден, но вместе со своим отцом попрекает жену. Катерина влюбляется в молодого красивого приказчика Сергея, постепенно её увлечение переходит в страсть, любовники проводят ночи вместе. Она на все готова ради своей грешной, преступной любви, ради своего возлюбленного. И начинается череда убийств: сначала Катерина Львовна отравляет свёкра, чтобы спасти Сергея, которого свёкор запер в погребе, затем, вместе с Сергеем, убивает своего мужа, а потом душит подушкой малолетнего племянника Федю, который мог бы оспорить её права на наследство. Однако в этот момент со двора врывается толпа праздных мужиков, один из которых заглянул в окно и увидел сцену убийства. Вскрытие доказывает, что Федя умер от удушья, Сергей во всём сознаётся после слов священника о страшном суде. Следователи находят замурованный труп Зиновия Борисовича. Убийцы предстают перед судом и после наказания плетьми идут на каторгу.